# 公孙贾
公孫賈（?—?），戰國秦孝公時人，太子駟的師傅。
前358年，衛鞅變法令頒布一年後，秦國百姓前往國都控訴新法使民不便的數以千計。這時太子也觸犯了法律，衛鞅說：“新法不能順利施行，在於上層人士帶頭違犯。”太子是國君的繼承人，不能施以刑罰，便將太子的老師公子虔處以劓刑，公孫賈作為另一個師傅臉上被黥刑，以示懲戒。